# خالد بن سنان العبسي
خالد بن سنان العبسي قاضٍ وأديب من أدباء العرب وحكمائهم، وكان حنيفًا على ملة إبراهيم، يدعو إلى نبذ الأصنام والخمر والربا.

## نسبه
هو خالد بن سنان بن غيث بن مريطة بن مخزوم بن ربيعة بن عوذ بن مالك بن غالب بن قطيعة بن عبس بن بغيض بن ريث بن غطفان

## سيرته
ولد خالد في نجد قبل عام الفيل بـ50 سنة، وتعلم القراءة والكتابة في سن مبكرة، وانطلق يدعو قومه إلى التوحيد ونبذ الأصنام ونبذ الخمر والربا والميسر، فتولى القضاء في بني عبس، كما كان أحد أدباء العرب البارزين قبل عام الفيل، وكان يرتاد النوادي الأدبية والأسواق في نجد والحجاز .

## أقوال بعض المؤرخين
زعم بعض المؤرخين والرواة أنه كان نبيًا، وأن النبي ﷺ قال: «ذاك نبي ضيعه قومه» وهو حديث ضعيف، وقال الهيثمي في مجمع الزوائد هذا الحديث معارض للحديث الصحيح: «أنا أولى الناس بعيسى بن مريم، الأنبياء إخوة لعلات، وليس بيني وبينه نبي»
، وقال ابن كثير: «والأشبه أنه كان رجلا صالحا له أحوال وكرامات»، ومن الأقوال التي ذكرت هذه الرواية: أبو عبيدة معمر بن المثني  فقال: «لم يكن في بني إسماعيل نبي غيره»، وقال ابن الأثير:«وقيل كان نبيًا بصيغة التمريض»، وقال القاضي عياض: يقال: «أنه نبي من بني إسرائيل بصيغة التمريض»، وقال الزركلي: «حكيم، من أنبياء العرب في الجاهلية».

### قصة إطفائه النار ومدى صحتها
روي الحاكم في المستدرك: «أن رجلا من بني عبس يقال له خالد بن سنان قال لقومه: إني أطفئ عنكم نار الحدثان. 
فقال له عمارة بن زياد -رجل من قومه -: والله ما قلت لنا يا خالد قط إلا حقا، فما شأنك وشأن نار الحدثان تزعم أنك تطفئها ؟ قال: فانطلق وانطلق معه عمارة بن زياد في ثلاثين من قومه حتى أتوها وهي تخرج من شق جبل من حرة يقال لها حرة أشجع، فخط لهم خالد خطة فأجلسهم فيها، 
فقال: إن أبطأت عليكم فلا تدعوني باسمي. فخرجت كأنها خيل شقر يتبع بعضها بعضا. قال: فاستقبلها خالد فضربها بعصاه، وهو يقول: بدا بدا بدا، كلٌّ هدى، زعم ابن راعية المعزى أني لا أخرج منها وثناي بيدي. ودخل معها الشق. فأبطأ عليهم ؛ فقال عمارة بن زياد: والله لو كان صاحبكم حيا لقد خرج إليكم بعد. 
قالوا: ادعوه باسمه. فقالوا: إنه قد نهانا أن ندعوه باسمه، فدعوه باسمه، فخرج إليهم وقد أخذ برأسه
فقال: ألم أنهكم أن تدعوني باسمي ؟! قد والله قتلتموني فادفنوني، فإذا مرت بكم الحمر فيها حمار أبتر فانتبشوني فإنكم ستجدوني حيا. 
قال: فدفنوه فمرت بهم الحمر فيها حمار أبتر، فقلنا: انبشوه؛ فإنه أمرنا أن ننبشه. قال عمارة بن زياد: لا تحدث مضر أنا ننبش موتانا، والله لا ننبشه أبدا. 
قال: وقد كان أخبرهم أن في عكن امرأته لوحين، فإذا أشكل عليكم أمر فانظروا فيهما فإنكم سترون ما تسألون عنه. 
وقال: لا يمسهما حائض. قال: فلما رجعوا إلى امرأته سألوها عنهما فأخرجتهما وهي حائض. قال: فذهب بما كان فيهما من علم.» وهي قصة ضعيفة أيضًا، وسندها لا يصح فيه المعلى بن مهدي من الضعفاء، ضعفه أبو حاتم وقال: «يأتي أحيانا بالمناكير».، وضعفه ابن حجر ، والهيثمي، وقال ابن كثير:«وهذا السياق موقوف على ابن عباس وليس فيه أنه كان نبيا».

## دراسات علمية
لم تهتم الدراسات العلمية الحديثة بشخصية خالد بن سنان إلا مؤخراً، حيث يرى كرستيان روبان أنه شخصية ظاهرة الواقعية، ولا تبدو على قصته آثار الاختلاق، باستثناء معجزاته بطبيعة الحال.